# Communication & Multimedia Design

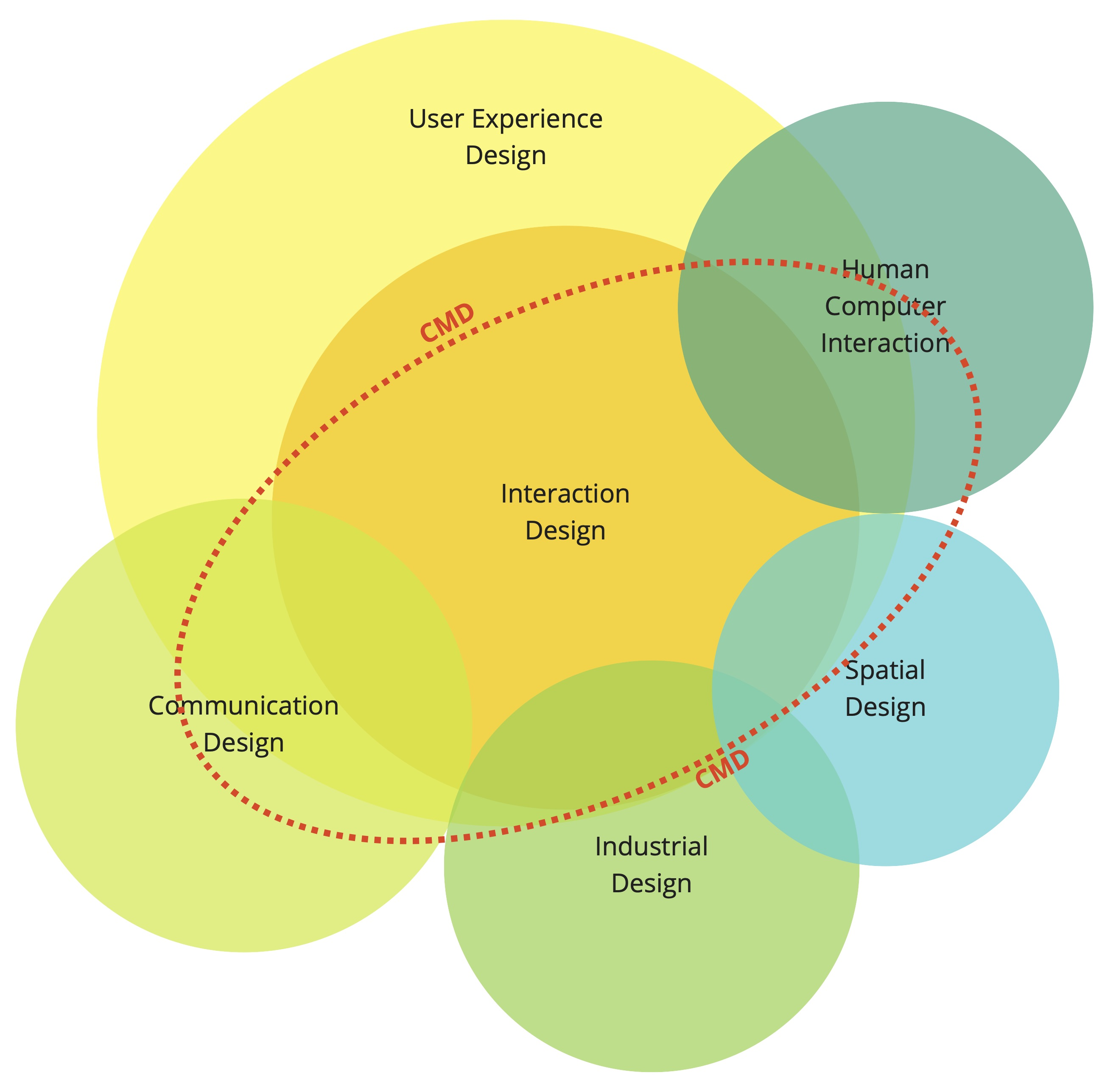
CMD vakgebied (gebaseerd op: Saffer, 2008 & Creemers, 2012)

Communication & Multimedia Design (CMD) is een creatieve ontwerpopleiding waarbij digitale technologie wordt onderzocht en toegepast om betekenisvolle interacties te ontwerpen die plaatsvinden tussen mensen, producten, omgevingen en systemen. Daarbij kan nadruk zowel liggen op het ontwerpen van een toepassing zelf, als het creëren van creatieve content die een toepassing omvat. 
De vraagstukken waar een CMD'er mee te maken krijgt, zijn zeer uiteenlopend. Dan zijn de vraagstukken ‘groot’ en conceptueel, dan hebben ze betrekking op de concrete (door)ontwikkeling van een product of dienst. De complexiteit van de vraagstukken is daarbij in de loop der jaren toegenomen. Er doen zich grote maatschappelijke uitdagingen voor en digitale producten en diensten worden steeds geavanceerder. Enkele voorbeelden van interventies ontworpen door CMD'ers zijn: een interactieve zuil die burgers inspraak geeft in de wijk, een online platform die de samenwerking binnen een organisatie verbetert, een website die het mogelijk maakt om online boodschappen te bestellen, een applicatie waarmee een werkplek gereserveerd kan worden, een applicatie die inzicht geeft in de sportprestaties of beweegroutine, een online portal die studenten inzicht geeft in hun studievoortgang en een online magazine voor een vliegtuigmaatschappij. 
Kenmerkend voor de ontwerpende manier van werken is dat er wordt gedacht vanuit de waarden, wensen en behoeften van gebruikers zonder de consequenties voor de omgeving en samenleving uit het oog te verliezen. Gebruikers en andere belanghebbenden worden dan ook actief bij het creatieve (ontwerp)proces betrokken. Voor en met hen worden er prototypes ontwikkeld om inzichten op te doen, te delen, ontwerpen tot leven te brengen en ontwerpen te evalueren. 

## Vakgebied
Het CMD vakgebied omvat verschillende disciplines (zie figuur 1). Hiertoe behoren onder andere User Experience Design, Interaction Design, Communication Design, Industrial Design, Spatial Design en Human Computer Interaction. Onder deze disciplines vallen weer verschillende specialisaties en subdisciplines. Zo begeven onder andere Content-, Visual- en Information Design zich op het snijvlak van Communication en Interaction Design, terwijl Service- en Social Design meer specialistische disciplines binnen Interaction Design zijn. Architectuur en Interior Design vallen daarop weer onder Spatial Design, terwijl specialisaties als Motion Design, Sound Design, Interface Design en Gesture Design weer op het snijvlak van Human Computer Interaction en Interaction Design zitten.

## Werkveld
Binnen bureaus, organisaties of als zelfstandige vervullen CMD'ers de rol van UX-designer, UI-designer of bijvoorbeeld product designer. Daarnaast neemt de complexiteit van digitale producten en diensten toe, waardoor er binnen het profiel ook veel ruimte is voor specialisatie. Dit maakt dat CMD'ers ook in meer specialistische functies zoals UX-researcher of Motion Designer hun weg vinden. Daarnaast vervullen zij rollen in disciplines die aanpalend zijn aan het (digitale) ontwerpvak, zoals art direction, content marketing, innovatiemanagement en creative- of front-end development. 
Van oudsher zijn CMD'ers werkzaam bij bedrijven die tot de Creatieve Industrie behoren. Hieronder vallen sectoren als de media- en entertainmentindustrie en de creatief zakelijke dienstverlening. Ook binnen bedrijven die software ontwikkelen, uitgeven en produceren (ICT-bedrijven) zijn CMD’ers goed vertegenwoordigd. Daarnaast neemt het aantal CMD’ers dat buiten de Creatieve Industrie werkzaam is, toe. Organisaties ervaren de noodzaak om expertise op het gebied van digitale technologie zelf in huis te hebben, wat maakt dat CMD'ers ook als 'embedded creatives' terecht komen in sectoren als de detailhandel, het bank- en verzekeringswezen, zorg en overheidsorganisaties.  

## Opleiding
Nederland kent tien CMD-opleidingen op bachelorniveau. De opleiding duurt vier jaar en leidt tot de graad Bachelor of Science (BSc). Voorheen leidde de opleiding tot de graad Bachelor of Information and Communication Technology (B ICT). De opleiding wordt aan de volgende hogescholen aangeboden: 
- Avans Hogeschool Breda
- Avans Hogeschool Den Bosch
- De Haagse Hogeschool
- Hanzehogeschool Groningen
- Hogeschool van Amsterdam
- Hogeschool van Arnhem en Nijmegen (Arnhem)
- Hogeschool Rotterdam
- Hogeschool Utrecht
- NHL Stenden (Leeuwarden)
- Zuyd Hogeschool (Maastricht)

In internationale context worden er vergelijkbare opleidingen aangeboden onder de noemer van 'Interaction Design' en/of 'Communication Design'.